# Jürgen Kolze
Jürgen Kolze ist ein ehemaliger deutscher Basketballnationalspieler.

## Laufbahn
Kolze nahm 1968 mit der bundesdeutschen Junioren-Nationalmannschaft an der Europameisterschaft in Spanien teil und führte seine Mannschaft mit einem Punkteschnitt von 10,0 je Begegnung an. Kolze war Mitglied des 1. BC Bremerhaven, von 1971 bis 1973 spielte er für den SSV Hagen in der Basketball-Bundesliga.
Kolze stand dann für den VfL Osnabrück in der Bundesliga auf dem Feld.
Im Spieljahr 1975/76 war er erneut Mannschaftsmitglied des SSV Hagen, mit dem er auch im Europapokal antrat. Ab 1976 spielte er für den SSC Göttingen, ebenfalls in der Bundesliga.
Zwischen 1973 und 1976 bestritt Kolze 21 A-Länderspiele für die BRD.